# Pilzschnegel
Der Pilzschnegel (Malacolimax tenellus), auch Gelber Pilzschnegel, ist eine in Nord- und Mitteleuropa einheimische Nacktschneckenart aus der Familie der Schnegel (Limacidae) in der Unterordnung der Landlungenschnecken (Stylommatophora). Die Art ist in Europa mit Ausnahme der Mittelmeerregion heimisch, allerdings in sehr zerstreuten Vorkommen. Die Tiere ernähren sich wie der Name richtig impliziert überwiegend von Pilzen, die Jungtiere von Pilzmyzel, die größeren Tiere von den Fruchtkörpern der Pilze.

## Merkmale
Der Pilzschnegel erreicht in ausgewachsenem Zustand und ausgestreckt eine Körperlänge von circa 25 bis 40 mm (selten bis 50 mm bzw. 65 mm). Die Haut ist gelatinös und durchscheinend, so dass man die Umrisse einiger Organe im Inneren der Schnecke sehen kann. Die Färbung des Körpers variiert von weißlich, hellgelb, zitronengelb, grünlichgelb, bräunlichgelb bis orangefarben. Der Kopf ist meist etwas dunkler, die Fühler sind braun, dunkelbraun bis fast schwarz. Die Seiten können sehr schwache, etwas dunklere Längsbinden tragen. Juvenile Tiere sind noch farblos oder nur schwach gelb. Die Adultfärbung wird erst nach etwa sechs Monaten erreicht.
Der stumpfe Kiel ist kurz und auf das hinterste Körperende beschränkt. Der Mantel nimmt weniger als ⅓ der Körperlänge ein. Die Runzeln sind klein und schwach ausgebildet. Die Fußsohle ist deutlich dreigeteilt, jedoch einfarbig gelblichweiß. Der Körperschleim ist gelblich bis orange und zäh, so zäh, dass das Tier bei einer Berührung mit dem Finger daran haften bleibt. Wiktor (1973) beschreibt den Schleim dagegen als dünnflüssig. Der Fußschleim ist im Gegensatz zum Körperschleim farblos.
Wie alle Exemplare aus der Familie der Schnegel hat auch der Pilzschnegel unter seinem Mantelschild ein kleines asymmetrisches Kalkplättchen mit leicht erhöhtem Nukleus am hinteren Ende.
Im hermaphroditischen Genitalapparat ist die Zwitterdrüse verkürzt und abgerundet. Der Zwittergang ist lang und dünn, die Eiweißdrüse groß und weiß. Der Penis ist kurz kolbenförmig, kugelig oder zylindrisch. Der Samenleiter (Vas deferens) ist sehr kurz, verläuft neben dem Penis und mündet apikal in den Penis. Der Penis ist an der Mündung hornförmig verlängert. Der Penisretraktor inseriert nahe dem apikalen Ende und hornförmigen Fortsatz des Penis. Die Samentasche (Spermathek) mündet in den Penis nahe dem Übergang des Penis in das Atrium. Sie ist groß und eiförmig mit einem kurzen Stiel. Die Prostata ist mit dem Eileiter verwachsen. Der Eileiter erweitert sich zur Mündung in das Atrium hin allmählich. Das Atrium selber ist sehr kurz und klein.
Im Verdauungstrakt ist die erste der drei Darmschlingen die größte, die zweite Darmschlinge die kürzeste. Es ist kein Blinddarm ausgebildet.

## Geographische Verbreitung und Lebensraum
Der Pilzschnegel ist in Nord-, Mittel- und Osteuropa beheimatet. Das Verbreitungsgebiet erstreckt sich von Ost-Frankreich bis ins europäische Russland, die Ukraine und im Süden des Areals bis nach Rumänien (Dobrudscha). Die Südgrenze verläuft von Rumänien über Kroatien, die Südalpen bis zu den Pyrenäen. Er fehlt in Irland, Cornwall, dem nordwestlichen Schottland und den nördlich und westlich vorgelagerten Inseln sowie im nördlichen Skandinavien. Die Vorkommen sind allerdings sehr zerstreut.
Er lebt meist in alten Laub- und Nadelwäldern, selten auch in alten, nicht mehr gepflegten Parkanlagen an sehr schattigen und feuchten Standorten. Er scheint auch eher saure Böden zu bevorzugen und kommt von der Ebene bis ins Hochgebirge vor; in der Schweiz bis 2100 m, gewöhnlich jedoch unter 1700 m.

## Lebensweise
Der Pilzschnegel lebt tagsüber versteckt unter Steinen, altem Laub, Baumstämmen und morschem Holz. Bei feuchtem Wetter kriechen erwachsene Tiere auch an glatten Baumstämmen (z. B. Buchen) hoch und fressen die auf der Rinde wachsenden Pilz-, Algen- und Flechtenrasen ab. Im Herbst fressen sie bevorzugt an Hutpilzen. Juvenile Tiere, vor allem kurz nach dem Schlüpfen, leben fast ausschließlich in der oberen Bodenkrume und der Laubstreu; sie fressen dort Pilzmyzele. Zumindest in Gefangenschaft bzw. Laborbedingungen wurde bei Futtermangel auch Kannibalismus beobachtet. Bei Fütterungsversuchen bevorzugten sie eindeutig Pilze, nahmen aber auch grüne Pflanzenteile und Karotten an.

## Fortpflanzung
Der Pilzschnegel erreicht die Geschlechtsreife nach etwa 7 bis 9 Monaten. Dann haben sie eine Größe von 25 mm bis 35 mm erreicht. Tiere unter einer Länge von 25 mm sind in der Regel noch nicht geschlechtsreif. Die Fortpflanzung findet in Mitteleuropa von Oktober bis November statt.
Die Kopulation beginnt zunächst mit einer kurzen, nur wenige Minuten dauernden Verfolgung eines Tieres durch ein anderes. Anschließend biegt das verfolgte Tier nach rechts ein und es kommt zur Kreisbildung. Die Köpfe heben sich und die beiden Partner benagen sich gegenseitig. Nur wenig später liegen die beiden Partner nebeneinander und kehren sich jeweils die rechte Körperseite (mit der Geschlechtsöffnung) zu. Die Köpfe drehen sich gegeneinander, es findet aber keine Umschlingung statt. Die Penes schießen sehr plötzlich hervor. Sie schwellen zu blasenförmigen durch die Hämolymphe bläulich gefärbten Gebilden an, die sich aneinander pressen, aber nur minimal in sich verdreht sind. Sie haften durch „Saugscheiben“, jeweils etwa in der Mitte des Penis aneinander. Zu Beginn der Kopulation drehen sich die beiden noch sehr langsam im Kreis. Dann werden die Köpfe unter den Mantelschild eingezogen und die Partner liegen regungslos. Die Kämme der Penes entfalten sich langsam und schwellen dann dick an (nach etwa einer halben Stunde). Nach einer weiteren halben Stunde haben die Spermamassen die Penisspitzen erreicht. Die Spermamassen werden von Penis zu Penis übertragen. Nach weiteren 20 Minuten beginnen die Penes abzuschwellen, die Köpfe werden wieder ausgestreckt und die Trennung wird eingeleitet. Die Köpfe ziehen die Penes heftig auseinander. Bis die Penes sich voneinander lösen und eingezogen sind, und die Tiere sich endgültig voneinander gelöst haben, können aber weitere 20 Minuten vergehen. Insgesamt dauert die Kopulation 1½ bis 1¾ Stunden. Bei Partnermangel kann sich der Pilzschnegel auch durch Selbstbefruchtung fortpflanzen.
Die Eiablageperiode fällt in den Spätherbst und Frühwinter und kann zwei bis drei Monate andauern. Es werden vier- bis sechsmal jeweils 12 bis 31 Eier in Haufen an geschützten, moderat warmen Plätzen abgelegt, insgesamt 87 bis 124 Eier. Die Eier sind ellipsoidisch mit einer Größe von 4 mm × 3 mm. In Abhängigkeit von der Zähigkeit der Gallertmasse, in die die Eier eingebettet sind, werden die Eier einzeln oder als Eischnur abgelegt. Die Entwicklung bis zum Schlüpfen dauert je nach Temperatur 20 bis 109 Tage (120 Tage). Die Jungtiere sind beim Schlüpfen zunächst farblos, mit Ausnahme von Fühlern, Mantelschild und Schwanzende, die leicht violett angehaucht sind. Bei längerer Entwicklungszeit (>100 Tage) waren die Schlüpflinge gelblich. Mit etwa sechs Monaten haben sie die Farbe der adulten Tiere angenommen. Mit etwa zehn bis elf Monaten sind die Tiere ausgewachsen. Die Tiere werden 12 bis 13 Monate alt.

## Taxonomie
Das Taxon wurde 1774 von Otto Friedrich Müller erstmals wissenschaftlich beschrieben. Es ist die Typusart der Gattung Malacolimax Malm, 1868, die früher meist als Untergattung von Limax betrachtet wurde, heute meist als eigenständige Gattung behandelt wird.

## Belege